# Il rituale
Il rituale (The Ritual) è un film del 2017 diretto da David Bruckner, basato sull'omonimo romanzo di Adam Nevill.

## Trama
Un gruppo di quattro amici - Phil, Dom, Hutch e Luke - si avventura in un'escursione sul sentiero del re nel Parco nazionale Sarek, nel nord della Svezia, per onorare il loro amico Rob, ucciso sei mesi prima durante una rapina in un minimarket. Dopo che Dom inciampa e si ferisce al ginocchio, Hutch consulta la mappa e decide per un percorso alternativo attraverso il bosco che impiegherà metà del tempo per tornare alla base. Nei boschi, il gruppo inizia a incontrare fenomeni inspiegabili, tra cui un alce eviscerato e rune incise sugli alberi.
Quando cala la notte, i quattro amici trovano un capanno abbandonato e restano lì. Nel piano superiore c'è una strana effigie di legno, a forma di busto umano, con le corna al posto delle mani. Durante la notte, ciascuno degli amici è colpito da forti incubi. Luke si risveglia con delle strane ferite sul petto. Il giorno dopo continuano la loro escursione più in profondità nel bosco, cercando di trovare una via d'uscita. 
Salendo in cima ad una collina, Luke vede una misteriosa e imponente creatura e fugge spaventato. Mentre cerca di discuterne con il gruppo, la discussione tra lui e Dom si intensifica e Dom lo incolpa parzialmente per la morte di Rob, definendolo codardo per non averlo difeso durante la rapina.
Più tardi nella notte, Hutch viene preso dal mostro. Gli amici si mettono a cercarlo, ma si perdono e non riescono più a trovare le loro tende e provviste. Lungo la strada, scoprono Hutch infilzato su un albero, sventrato come l'alce che avevano trovato. Recuperando il corpo di Hutch per la bussola e il suo coltello, lo coprono e si rimettono in viaggio. Luke individua un villaggio al margine della foresta, ma quando torna dietro per dirlo agli altri, Phil viene preso dalla creatura e ucciso. Luke e Dom riescono a scappare e seguendo un sentiero di torce arrivano ad un piccolo villaggio.
I due amici vengono però legati e tenuti prigionieri dai residenti del villaggio. Una di loro spiega a Luke che la creatura nei boschi è uno Jǫtunn (un bastardo delle stirpe di Loki) chiamato da loro Moder, che venerano come un dio, fornendogli sacrifici umani in cambio della vita. Luke viene risparmiato a causa dei segni sul petto, che significano che è stato scelto per il raro "onore" di adorare il mostro. Dom invece viene preso e sacrificato alla creatura. Disperato, Luke arriva a rompersi il pollice per potersi slegare. Mentre fugge Luke dà fuoco al villaggio, scatenando la rabbia della creatura che uccide senza pietà tutti i suoi fedeli. Luke fugge attraverso il bosco, inseguito dal mostro. Dopo aver ferito con un'ascia la creatura, fugge fino al limite del bosco, dove apparentemente la creatura non è in grado di seguirlo, intrappolata entro i confini della foresta. Il mostro ruggisce contro di lui mentre Luke, finalmente libero, può dirigersi verso la civiltà.

## Distribuzione
Il film è stato presentato in anteprima a settembre 2017 al Toronto International Film Festival. È stato distribuito nelle sale cinematografiche britanniche il 13 ottobre 2017. In diversi paesi, Italia compresa, è stato distribuito attraverso Netflix dal 9 febbraio 2018.
il film è un horror consigliato nei titoli ad un pubblico superiore ai 14 anni.

## Riconoscimenti
- 2017 - Sitges - Festival internazionale del cinema fantastico della Catalogna
  - Miglior attore a Rafe Spall
- 2017 - British Independent Film Awards
  - Miglior effetti a Nick Allder e Ben White